# Zarabanda

La Zarabanda para cuerdas (Sarabande pour cordes) est une œuvre du compositeur mexicain Carlos Chávez composée en 1943.
Il s'agit d'une sarabande, un morceau de musique au rythme lent, inspiré d'une danse d'origine espagnole ou sud-américaine.
Après avoir composé la Sinfonía de Antígona qui renvoie à la Grèce antique, Carlos Chávez reçoit commande d'un ballet de la part de la Coolidge Foundation of the Library of Congress. Il compose alors La hija de Cólquide pour Martha Graham. Le ballet est créé en 1946 au Plymouth Theatre de New York. La sarabande est issue de la suite de ce ballet.
Elle est dédiée à Carl B. Engel, président des éditions Schirmer, et les trois premières notes du thème sont ses initiales, C-B-E.